# Café Riche

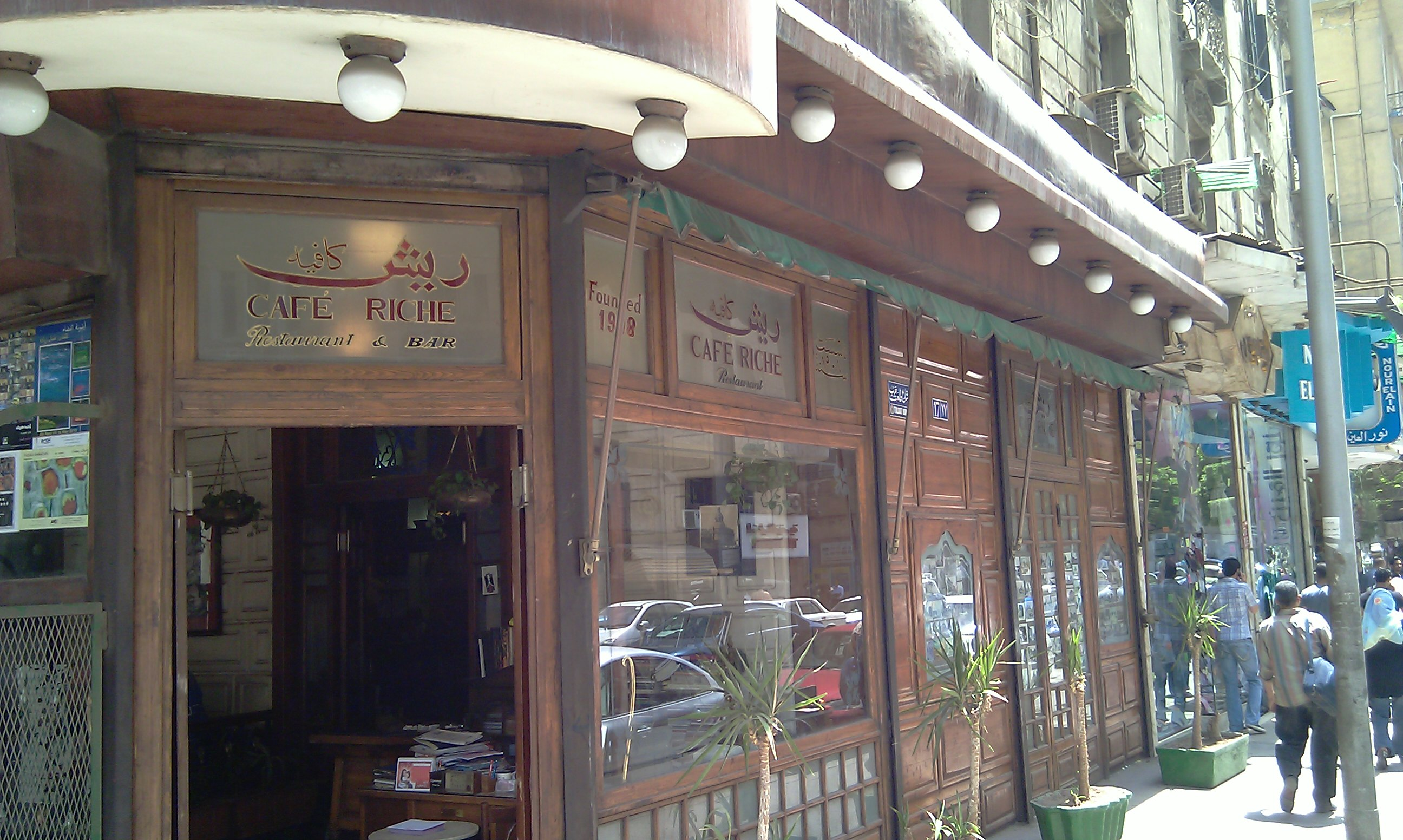
Café Riche

El Café Riche (en árabe, مقهى ريش) es uno de los monumentos más famosos del centro de El Cairo, y abrió sus puertas en 1908 en el 29 de la calle Talaat Harb. En varias ocasiones, un lugar de encuentro para intelectuales y revolucionarios, el café fue testigo de muchos eventos de importancia histórica durante el siglo XX. Se dice que es donde el Faruq de Egipto vio a su segunda esposa, Narriman Sadek; donde el autor del intento fallido de asesinato de 1919 en el último Primer Ministro copto de Egipto, Youssef Wahba Pacha, esperó a su objetivo; y donde varios miembros de la resistencia durante la revolución egipcia de 1919 se reunieron en el sótano para organizar sus actividades e imprimir sus volantes Los patrocinadores incluyeron al novelista político Naguib Mahfuz y al entonces futuro presidente Gamal Abdel Nasser

## Historia

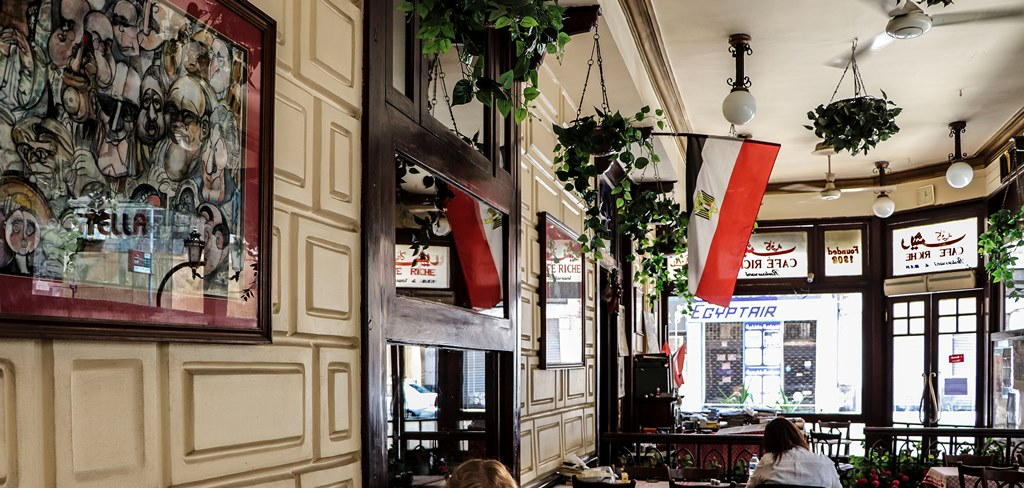
El Cairo: Café Riche

El café tiene sus orígenes en 1908, pero no fue nombrado Café Riche hasta que fue comprado en 1914 por el francés Henry Recine. Sin embargo, poco después de adquirir el café, Recine se lo vendió a Michael Nicoapolits de Grecia y regresó a Francia. Nicoapolits agregó teatro a la cafetería, trayendo artistas como Monira il-Mahdiyya y Umm Kalzum. El 4 de noviembre de 1942, Nicoapolits vendió la cafetería a George Basile Avayianos, quien concentró sus esfuerzos en agregar un restaurante a la cafetería. En 1962, Avayianos le dio el café a Abdel Malak Mikhail Salib, quien se convirtió en el primer egipcio nativo en poseer el café. Este cambio en la propiedad también marcó un cambio en el país, ya que los egipcios comenzaban a recuperar la identidad económica de su país de los extranjeros prominentes que anteriormente controlaban muchas empresas exitosas.

## Eventos notables
Los que frecuentaban el café eran en su mayoría de mayor estatus socioeconómico. Hasta la Segunda Guerra Mundial, la mayoría de los clientes eran extranjeros que vivían en el país. Como la propiedad cambió a los egipcios nativos, también lo hizo la clientela. El Cairo se convirtió en el hogar de muchos periódicos, revistas y despachos de abogados que ayudaron a construir la base de clientes de la cafetería. Su proximidad a la entonces Plaza Pasha (actual plaza Talaat Harb) y la Plaza Tahrir hicieron de la cafetería un lugar privilegiado para reuniones. Los revolucionarios se reunirían en el café para planificar estrategias durante la revolución de 1919 contra el dominio británico de Egipto. El café fue el sitio de un intento fallido de asesinato al Primer Ministro egipcio el 19 de diciembre de 1919. Se sabía que Gamal Abdel Nasser frecuentaba el café mientras planeaba su derrocamiento del Rey Farouk en 1952.
Naguib Mahfouz fue uno de los intelectuales más famosos en frecuentar el café, tanto que Malak cerraría el café los viernes para darle a Mahfouz un lugar para celebrar reuniones. El novelista político incluso menciona el café en varios de sus libros y recibió inspiración para los personajes de sus compañeros clientes.

## En la actualidad
Café Riche estuvo cerrado durante casi una década en los años noventa. Se presentó un caso judicial del gobierno egipcio contra el café sobre un pasaje público que ocupaba el café, causando un cierre temporal. El terremoto de octubre de 1992 causó daños considerables y el café luchó por reconstruirse. La disminución de la popularidad de la cafetería se ha atribuido al aumento de los medios digitales. Los lugares de reunión formales, como los cafés, han pasado a las plataformas y grupos en línea. Café Riche fue un centro de reunión de grandes grupos literarios e intelectuales, pero también de jóvenes en general. Con la aparición de grandes centros comerciales, las pequeñas empresas ya no son el principal lugar de reunión para la generación más joven, como lo fue antes. Sin embargo, durante la revolución de 2011 sirvió de refugio a los numerosos manifestantes en la ciudad.